# 若草町
若草町（わかくさちょう）は、かつて山梨県中巨摩郡に存在した町。
2003年（平成15年）4月1日に中巨摩郡の八田村、白根町、芦安村、櫛形町、甲西町と合併して南アルプス市となった。

## 地理
県中央部、郡東部、甲府盆地の中南部に位置。御勅使川扇状地の扇端や滝戸川扇状地に属する平坦地で、東部はかつての釜無川氾濫原。西部は畑作に適した「原方」に属し、旧氾濫原の東部の釜無川・滝戸川添いは稲作に適した「田方」に属した。
やや縦長の町域で、東部は釜無川を境に昭和町、田富町と接し、西部は櫛形町と接し、南部は甲西町と接し、北部は白根町と接する。

## 歴史

### 先史・古代

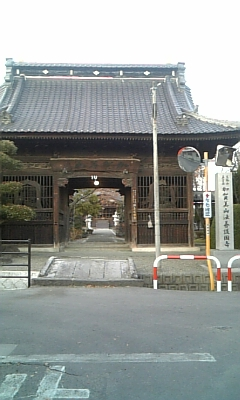
法善寺

釜無右岸の峡西地域では各時代を通じて数多くの考古遺跡が分布しているが、若草町では1986年（昭和61年）に『若草町誌』編纂に伴う分布調査で86か所の遺跡が確認され、以来甲西道路や中部横断自動車道の建設工事など開発に伴い発見が相次いでいる。町域では縄文時代の遺構・遺物は見られないが、峡西地域では西部の山地や台地に縄文期の遺跡が分布し、縄文中期の集落である市之瀬台地の鋳物師屋遺跡などが知られる。
縄文後期から弥生時代に至ると、峡西では山地・台地から扇状地域へ進出傾向を示し、弥生時代には扇状地上や微高地上に立地する弥生中期の油田遺跡や大師東丹保遺跡などが出現する。町域でも弥生中期の遺物が出土している二本柳遺跡がある。古墳時代にも弥生以来の分布傾向を示し、峡西では東海系土器を主体とし5世紀初頭の物見塚古墳を築造する勢力が出現するが、町域でも30カ所を超える遺跡が分布している。
古代の律令制下では巨麻郡大井郷に属し、平安時代後期には代々京都青蓮院門跡の荘園である加賀美荘に含まれ、のちに勧修寺領となる。奈良・平安時代の遺跡も数多く分布し、条里制地割も見られる。

### 中世

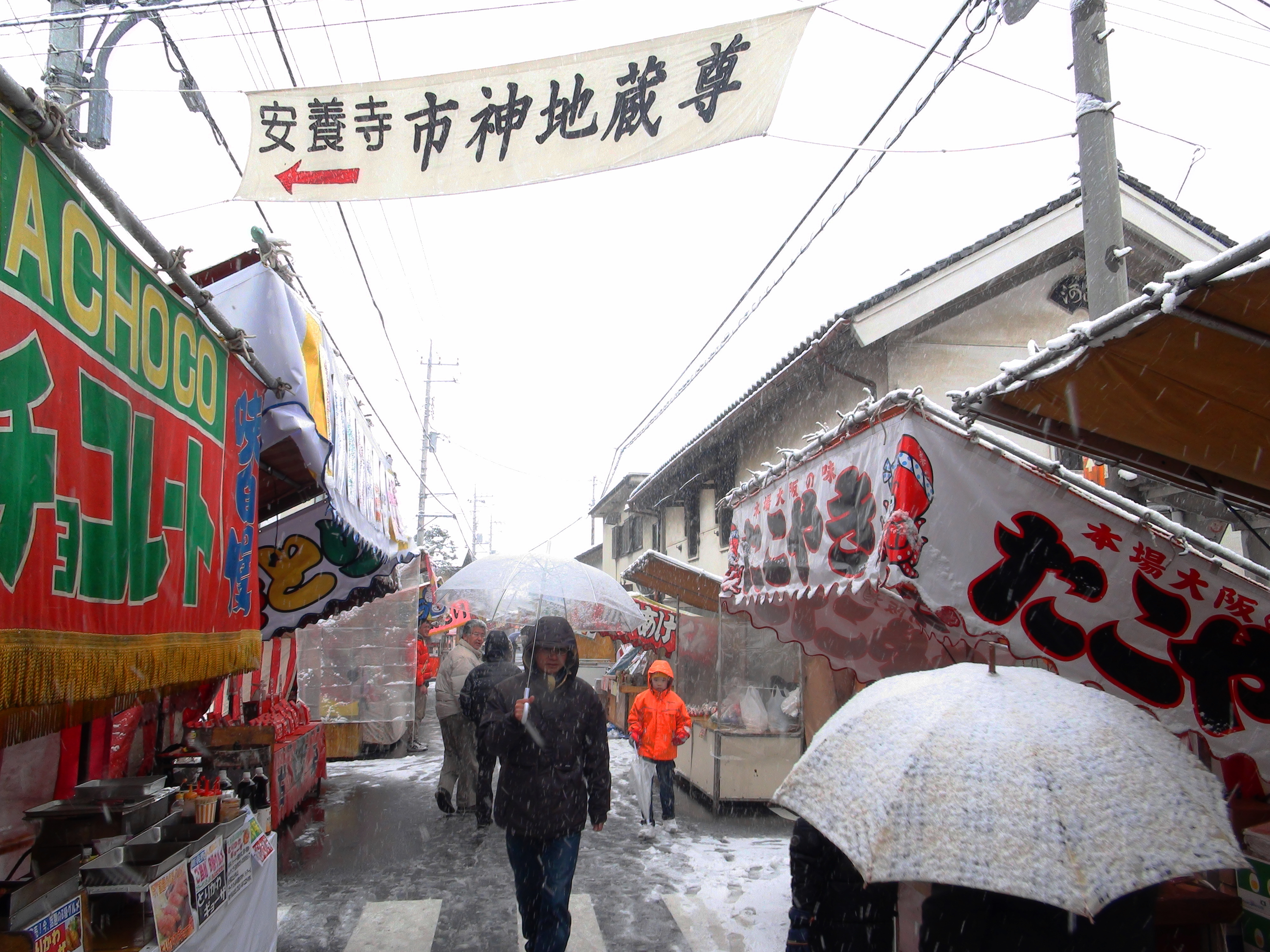
現代の十日市

中世には甲斐源氏の一族が盆地各地へ進出し、盆地西部では加賀美氏の子孫が各地に土着する。加賀美遠光は西郡地域において勢力を持ち、館跡には加賀美の法善寺があるほか、光遠創建を伝える寺社も多い。室町時代には加々美荘の東部に隣接する大井荘に拠り、西郡に影響力を持った有力国人・大井氏の勢力が及んでいたとも考えられている。
鏡中条と十日市場には中世に市場が存在していた。『甲斐国志』によれば、鏡中条の市は「宿」と呼ばれる場所に存在し、市神を祀る祠が現存している。市の付近には日蓮宗寺院の長遠寺が存在し、長遠寺の門前市であったとも考えられている。法善寺に近い田方と原方の中間に位置する十日市場は、戦国時代から史料に見られる。近世には正月とお盆の7月に縁日市が立った。市では農具や古着、農産物や金物などの日用品や農閑期に生産された木工品など地元の産物のほか甲府や信濃からも人や物が往来した。なお、七月市は近代に消滅したが、現在でも年に一度、2月10日から11日に十日市が開かれている。

### 近世・近現代

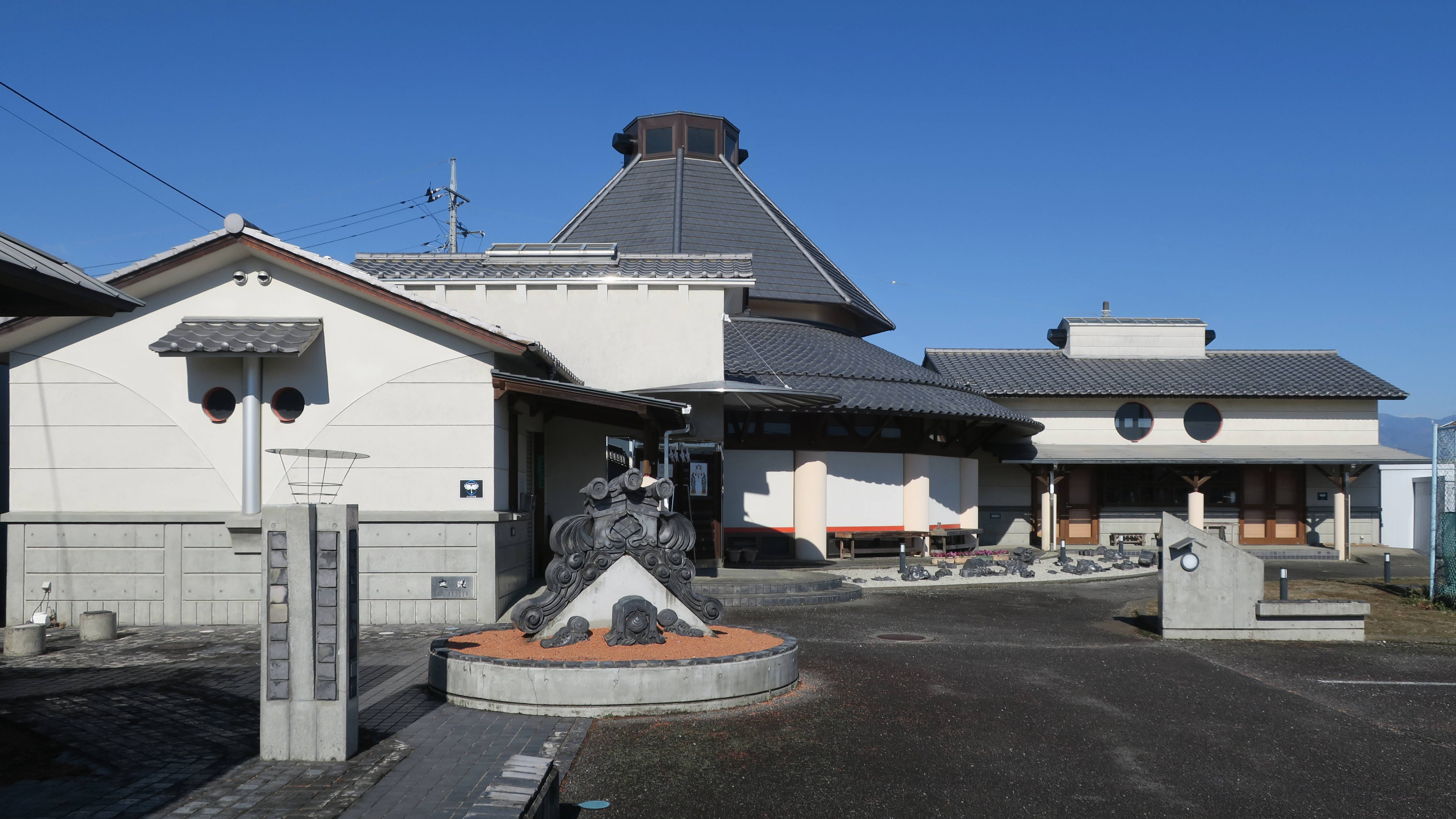
若草瓦会館

江戸時代には寺部、加賀美、十日市場、鏡中条、下今井、藤田、浅原の7か村が成立する。浅原村のみが中郡筋に属し、他の6か村は西郡筋に属した。原方では畑作のほか、野菜や雑穀、木綿などを栽培。釜無川添いの鏡中条や浅原はしばしば水害を被った。平地の水田地帯であるため森林が少なく、入会地が利用できる地域以外では燃料としての薪や肥料を購入することで賄っていた。また、甲府盆地特有の産業である養蚕や果樹栽培も行われている。
近代には米麦栽培を中心に、木綿や「越瓜」と呼ばれた白瓜やかんぴょうの栽培、養蚕が行われた。江戸時代から粘土層の土壌を活かした瓦生産が行われており、近代にも地場産業として発達し戦後の1950年（昭和25年）頃には最盛期を迎えるが、その後原材料の枯渇により衰退し、現在では伝統工芸としての鬼瓦生産が行われている。
1894年（明治27年）には鏡中条村出身の北村雄治とその兄弟により北海道開拓が行われ、開拓村としての北村（現在の北海道岩見沢市に含まれる）が成立した。1911年（大正11年）には鏡中条村で大規模な小作争議が発生する。
1945年（昭和20年）7月6月の甲府空襲では鏡中条において焼夷弾による被害があったといわれ（『若草町誌』）、7月30日の空襲では百田、鏡中条で小型爆弾による被害があり、死者や被害家屋が出ている。太平洋戦争中の戦没者数は264人（山梨県福祉保健部国保援護課調べ）。
1936年（昭和11年）には釜無川右岸地域の農地改良事業が開始され、戦後の1954年（昭和29年）には藤田地区土地改良事業、1963年（昭和38年）には若草土地改良事業、1965年（昭和40年）には釜無川右岸土地改良事業により低湿地の土地改良が行われ、水利の整備・耕地整理が行われた。戦後には果樹栽培が中心となる。

### 沿革
- 1954年（昭和29年）3月10日 - 中巨摩郡三恵村・鏡中条村・藤田村が新設合併して若草村が発足。
- 1959年（昭和34年）10月1日 - 町制施行し若草町となる。
- 2003年（平成15年）4月1日 - 中巨摩郡八田村・白根町・芦安村・櫛形町・甲西町と合併して南アルプス市が発足。同日若草町廃止。

## 姉妹都市
- 北村 (北海道)（北海道空知郡）：北村の村名の由来となった開拓功労者、北村雄治が若草町出身である縁から。現在は両町村とも合併により消滅しており、合併先である南アルプス市と岩見沢市が姉妹都市として提携している。

## 教育
合併後、小・中学校は南アルプス市立となっている。
- 中学校
  - 若草町立若草中学校
- 小学校
  - 若草町立若草小学校
  - 若草町立若草南小学校

## 交通

### 道路
- 地域高規格道路
  - 新山梨環状道路：若草ランプ
- 国道
  - 国道52号（甲西道路）
- 県道
  - 県道12号韮崎櫛形豊富線
  - 県道26号増穂若草線
  - 県道118号若草双葉線

## 娯楽
- 鏡中条劇場 - 劇場・映画館（〜1960年代）

## 出身有名人
- 五味釜川 - 医師。地元の名医として知られた
- 五味可都里
- 五味安郎右衛門 - 豪農。万延元年遣米使節に森田岡太郎の従者として参加
- 河西豊太郎
- 矢崎光圀
- 甲吾郎